# Dr. Nice
Dr. Nice  è una serie televisiva tedesca di genere medico prodotta da Dreamtool Entertainment e trasmessa dal 2023 sull'emittente ZDF. Protagonista della serie, nel ruolo del Dott. Moritz Neiss, è l'attore Patrick Kalupa; altri interpreti principali sono Josefine Preuß, Maximilian Grill e Maj Borchardt.
La serie si compone di tre stagioni, composte da 9 episodi in formato di film TV  e una quarta stagione è in produzione.   Il primo episodio, intitolato Hand aufs Herz, è andato in onda in prima visione in streaming l'8 aprile 2023 e in chiaro il 16 aprile 2023.

## Trama
Dopo un incidente che gli costa la funzionalità della mano, il Dottor Moritz Neiss deve abbandonare la carriera di chirurgo.  Trasferitosi a Flensburgo, nell'estremo nord della Germania, per iniziare una nuova vita e carriera professionale, viene a sapere che proprio lì vive sua figlia, la sedicenne Lea, di cui fino a poco tempo prima ignorava l'esistenza e che è stata adottata dalla sua collega, la Dott.ssa Charlie Winkler, ex-compagna della madre della ragazza.

## Episodi
| Stagione         | Episodi | Prima TV Germania | Prima TV Italia |
| ---------------- | ------- | ----------------- | --------------- |
| Prima stagione   | 2       | 2023              | inedita         |
| Seconda stagione | 4       | 2024              | inedita         |
| Prima stagione   | 3       | 2025              | inedita         |

## Personaggi e interpreti
- Dott. Moritz Kneiss, interpretato da Patrick Kalupa (s. 1-presente).[4]
- Charlie Winkler, interpretata da Josefine Preuß (s. 1-presente).[4] È la collega di Neiss.[2]
- Dott. Florian Schmidtke, interpretato da Maximilian Grill (s. 1-presente).[4]
- Lea Koch, interpretata da Maj Borchardt (s. 1-presente).[4] È la figlia adolescente di Neiss.[2]
- Jana Schmidtke, interpretata da Teresa Rizos (s. 2-presente).[4]
- Janne Andersen, interpretata da Brigitte Zeh (s. 1-presente).[4]
- Doris Stecker, interpretata da Hedi Kriegeskotte (s. 1-presente).[4]
- Dott. Melek Birol, interpretato da İdil Üner (s. 1-presente).[4]
- Dott. Gregor Popow, interpretato da Martin Stange (s. 1-2).[4]
- Horst Niebel, interpretato da Mark Zwinz (s. 1-presente).[4]
- Hartmut Peddersen, interpretato da Bruno Frank Apitz
- Stefan Henstengberg, interpretato da Matthias Harrebye-Brandt (s. 1-presente).[4]
- Mikkel Andersen, interpretato da Hendrik von Bültzingslöwen (s. 1-2).[4]
- Finn Haysen, interpretato da Gregor Knop (s. 2-presente).[4]
- Nikki Stauner, interpretata da Leonie Parusel (s. 2-presente).[4]

## Ascolti
L'episodio più seguito è stato il secondo, intitolato Alte Wunden e trasmesso il 23 aprile 2023, che totalizzò 5.380.000 spettatori, con uno share del 18%.